# Police Story 2
Police Story 2 (Ging chaat goo si juk jaap) è un film del 1988, diretto da Jackie Chan, sequel di Police Story del 1985.
Il film d'azione uscì nelle sale di Hong Kong, il 20 agosto 1988 ed incassò la cifra record di H$ 34.151.609.
Nel 1989 agli Hong Kong Film Awards vinse il premio "Best Action Coreography".
Nel 2014 la celebre rivista Time Out, per l'estrema pericolosità delle scene girate dai suoi stuntman, lo classificò al 61º posto dei "Top Action Movies".

## Trama
L'ispettore Chan Ka-kui è stato retrocesso nella pattuglia autostradale a seguito della sua gestione del caso precedente, che ha comportato l'arresto violento del signore del crimine Chu Tao e gravi danni materiali. La nuova mansione fa piacere alla sua ragazza, May, che è contenta che il suo ragazzo non affronti più casi difficili e abbia più tempo per vederla.
Tuttavia, l'umore felice cambia quando Ka-Kui viene accolto da Chu Tao e dal suo braccio destro John Ko. Sembra che Chu Tao sia malato terminale con solo tre mesi di vita, quindi è stato scarcerato e mentre è ancora in vita promette di rendere la vita difficile a Ka-Kui. John Ko e alcuni scagnozzi si presentano all'appartamento di Ka-Kui e lo intimidiscono. Più tardi, May e sua zia vengono picchiati da John Ko e dai suoi uomini. Ka-Kui non può più trattenersi e si scaglia contro John Ko e i suoi uomini in un ristorante.
Vergognandosi del suo comportamento, Ka-Kui si dimette dalla Royal Hong Kong Police Force. Ha in programma di fare un viaggio a Bali con May, ma mentre è in un'agenzia di viaggi in un centro commerciale, alcuni agenti di polizia lo vedono e gli riferiscono che il centro commerciale è sotto la minaccia di una bomba. Incapace di resistere all'impulso di essere coinvolto nel lavoro della polizia, Ka-Kui dice agli ufficiali di suonare l'allarme antincendio e di far evacuare il centro commerciale, accettando di assumersi la responsabilità della decisione. Una bomba esplode davvero e l'intero centro commerciale viene raso al suolo.
Ka-Kui è elogiato per i suoi sforzi e viene reintegrato e assegnato a risolvere il caso dell'attentato. Ka-Kui inserisce un dispositivo di ascolto nascosto nell'ufficio della società immobiliare del centro commerciale per cercare di saperne di più sui bombaroli. Questo ascolto porta a un sospetto che è sordomuto ed è un feroce artista marziale ed esperto di esplosivi.
La banda delle bombe, consapevole che la polizia è sulla sua strada, pianifica un bombardamento simultaneo della società immobiliare e della questura. I malviventi raddoppiano la loro richiesta di riscatto a $ 20 milioni e rapiscono May, attirando Ka-Kui in una trappola in cui viene legato con un giubbotto esplosivo e costretto a raccogliere i soldi dell'estorsione dalla società immobiliare. Tuttavia, dopo aver raccolto i soldi, Ka-Kui dice alla banda che vengono seguiti e separati. Ka-kui, ancora in possesso del riscatto, è in grado di guidare la sua auto in un tunnel in modo che la bomba che indossa non possa essere attivata e si spoglia, lasciando il giubbotto nell'auto e abbandonandola. Quindi corre in soccorso di May, che viene tenuta in un magazzino pieno di fuochi d'artificio. Ka-Kui affronta di nuovo l'uomo sordomuto, che lancia piccole bombe contro di lui. Ka-Kui prende quindi il sopravvento e si vendica brutalmente contro l'uomo muto, gettandolo infine da una passerella del terzo piano su una pila di tamburi di plastica sotto. Ka-Kui salva quindi May e lascia il magazzino, proprio mentre esso esplode in un'enorme palla di fuoco.

## Sequel
Nel 1992 uscì Police Story 3: Supercop, terzo capitolo della saga, diretto da Stanley Tong ed interpretato sempre da Jackie Chan.